# تشارلز فروتشن
تشارلز فروتشن (بالإنجليزية: Charles Fortune)‏ هو صحفي رياضي جنوب أفريقي، ولد في 1906 في لاكوك في المملكة المتحدة، وتوفي في 22 نوفمبر 1994.